# داركو داميانوفيتش
داركو داميانوفيتش هو لاعب كرة قدم سويسري في مركز حراسة المرمى، ولد في 5 نوفمبر 1977. لعب مع نادي ويل.

## وصلات خارجية
- داركو داميانوفيتش على موقع قاعدة بيانات كرة القدم.إي يو (الإنجليزية)
- داركو داميانوفيتش على موقع عالم كرة القدم.نت (الإنجليزية)